# Miklós Bródy
Pour les articles homonymes, voir Brody.
Miklós Bródy est un joueur d'échecs, compositeur et chef d'orchestre austro-hongrois puis roumain né le 30 mars 1877 à Nagykároly (aujourd'hui Carei en Roumanie) et mort le 17 décembre 1949 à Cluj-Napoca en Roumanie.

## Carrière de musicien
Miklós Bródy étudia la musique  à Cluj-Napoca et à Budapest, Il travailla comme chef d'orchestre à Pécs, Graz, Bratislava et Cluj-Napoca. Il est l'auteur et le traducteur d' opérettes et d'opéras.  Il écrivit des articles sur des thèmes musicaux dans des périodiques hongrois. Il est l'auteur de compositions sur des poèmes de Pál Gyulai, Gyula Reviczky, Endre Ady, Lajos Áprily, Endre Károly, et des poètes allemands Goethe et Heine.
Parmi ses  œuvres majeures on peut noter :
- A.B.C. (opérette, 1903) ;
- A hollandi lány (traduction de l'opérette  Miss Hook of Holland (1907) de Paul A. Rubens, 1908) ;
- Férjhez megy a feleségem (Ma femme est mariée, opérette, 1921) ;
- Thámár (Le Thaïlandais, opérette jouée à Cluj-Napoca en 1922, intitulée Az ígéret földje (La Terre promise) à Budapest en 1929).

Il fut chef d'orchestre de l'Opéra d'État roumain à Cluj-Napoca jusqu'à sa retraite en 1936.

## Carrière aux échecs

### Tournois internationaux
En 1898, Miklós Bródy termina troisième du tournoi du club d'échecs de Vienne remporté par Georg Marco devant Arthur Kaufmann.
En 1899, Miklós Bródy finit 2e-3e du tournoi mémorial Kolisch avec 7,5 points sur 11, tournoi international disputé à Budapest  remporté par Géza Maróczy devant Carl Schlechter.
En 1906, il finit troisième du premier tournoi national hongrois (championnat de Hongrie) disputé à Gyor et remporté par Zoltán Balla.
En 1908, il marqua 8 points sur 15 au seizième congrès allemand d'échecs disputé à Dusseldorf et remporté par Frank Marshall.

### Olympiades
Après la Première Guerre mondiale, Miklós Bródy devint roumain en 1920.
En 1926, il participa à l'Olympiade d'échecs officieuse de Budapest dans l'équipe de Roumanie qui finit troisième du tournoi à quatre équipes. Miklós Bródy marqua un point lors des trois matchs de son équipe (une victoire et deux défaites).
En 1927, il finit deuxième du championnat de Roumanie avec 7 points marqués en dix parties à Bucarest.
Lors de l'Olympiade d'échecs de 1928 à La Haye, il marqua 6 points sur 16. Lors de l'Olympiade d'échecs de 1935 à Varsovie, il marqua 8,5 points sur 15 au troisième échiquier de la Roumanie, réalisant le meilleur score de son équipe. 